# Степове (Софіївська селищна громада)
Степове́ — село в Україні, в Софіївській селищній громаді Криворізького району Дніпропетровської області.
Населення — 110 мешканців.

## Географія
Село Степове знаходиться на відстані 0,5 км від села Трудолюбівка. По селу протікає пересихаючий струмок з загатою.

## Населення

### Мова
Розподіл населення за рідною мовою за даними перепису 2001 року:
| Мова       | Відсоток |
| ---------- | -------- |
| українська | 88,2 %   |
| вірменська | 7,3 %    |
| російська  | 4,5 %    |

## Інтернет-посилання
- Погода в селі Степове

1. ↑  Рідні мови в об'єднаних територіальних громадах України — Український центр суспільних даних